# The least we can do is wave to each other
The least we can do is wave to each other is een studioalbum van Van der Graaf Generator. De titel haalde de band uit een uitspraak van kunstenaar John Minton: "We're all awash in a sea of blood, and the least we can do is wave to each other".

## Inleiding
Het wordt gezien als het eerste album van de band. Voorganger The Aerosol Grey Machine was opgezet als soloalbum voor Peter Hammill en werd alleen uitgebracht in de Verenigde Staten. De band had al tijdens de opnamen van die plaat een contract afgesloten met Tony Stratton-Smith van het platenlabel Charisma Records. Repetities voor het album begonnen in september 1969 waarbij Hammill al een aantal nummers kant-en-klaar had, andere werden in de loop der tijden steeds verder ontwikkeld onder invloed van de andere bandleden. Hugh Banton stuurde zijn orgelpartijen soms de kant op van de klassieke muziek, terwijl de bijdragen van saxofonist David Jackson juist de anarchistische kant opging; zo speelde hij soms op twee saxofoons tegelijkertijd (alt- en tenorsaxofoon), zoals ook Rahsaan Roland Kirk destijds deed.
De opnamen voor het album vonden plaats in december in de Trident Studios in Londen, toen een moderne geluidsstudio. Muziekproducent was John Anthony, die de band rustig hun gang liet gaan, net als manager Stratton-Smith. Toen die laatste de opnamen terughoorde was hij ontevreden over het werk van Anthony en liet Shel Talmy het album opnieuw mixen.
Het album werd goed ontvangen door critici en luisteraars; het resulteerde in een notering in de album top 50 van het Verenigd Koninkrijk (2 weken met hoogste notering 47). Ook terugblikken op het album in de 21e eeuw leverde een positief beeld op (AllMusic (4 uit 5 sterren), Q, Mojo). In Nederland was men gematigder. Het Vrije Volk noteerde in 1970 “om te onthouden” en “Eén van de beste elpees van deze week van een sensationele band”. OOR's Pop-encyclopedie (versie 1979) constateerde dat de meeste mensen, ook binnen de progressieve rock afstand hielden van VdGG met hun “macabere vreugdeloosheid”.

## Musici
- Peter Hammill – zang, akoestische gitaar, piano op Refugees
- David Jackson - altsaxofoon, tenorsaxofoon, dwarsfluit, achtergrondzang
- Hugh Banton – toetsinstrumenten, achtergrondzang
- Nic Potter – basgitaar, elektrische gitaar
- Guy Evans – drumstel, percussie

met
- Mike Hurvitz – cello op Refugees
- Gerry Salisbury – kornet op White hammer

## Muziek
| Nr. | Titel                                      | Duur  |
| --- | ------------------------------------------ | ----- |
| 1.  | Darkness (11/11) (Hammill)                 | 7:28  |
| 2.  | Refugees (Hammill)                         | 6:23  |
| 3.  | White hammer (Hammill)                     | 8:15  |
| 4.  | Whatever would Robert have said? (Hammill) | 6:07  |
| 5.  | Out of my book (Hammill, Jackson)          | 4:08  |
| 6.  | After de flood (Hammill)                   | 11:27 |

De titel Darkness (11/11) verwijst naar de datum dat het geschreven is: 11 november 1968. Refugees verwijst naar twee flatgenoten van Hammill: Mike McLean en Susan Penhaligon. White hammer verwijst naar de heksenhamer. De Robert is What would Robert have said? verwijst naar Robert Van de Graaff; Hammill gaf later toe dat hij niet meer goed wist wat de bedoeling/betekenis van het lied was; het was er ineens, daarna herinnert hij zich er niets meer van. After the flood handelt over een apocalyptische wereld na een nieuwe zondvloed veroorzaakt door de wapenwedloop uit de jaren zestig en zeventig en bevat een citaat van Albert Einstein daarover.
Bij een hertuitgave uit 2007 werden twee bonustracks bijgeperst: Boats if millions of years en de singleversie van Refugees.